# 15390 Знойіл
15390 Знойіл (15390 Znojil) — астероїд головного поясу, відкритий 6 жовтня 1997 року.
Тіссеранів параметр щодо Юпітера — 3,423.